# Guerre del merluzzo
Le guerre del merluzzo (in inglese Cod wars, in islandese Þorskastríðin, "guerre del merluzzo" o Landhelgisstríðin "guerre per le acque territoriali") furono una serie di confronti non armati che coinvolsero l'Islanda e il Regno Unito in vari periodi nei due decenni successivi al 1950 e al 1970, con i diritti di pesca nell'Atlantico settentrionale come casus belli. Ognuno dei conflitti si concluse con una vittoria islandese, che ottenne l'ampliamento delle proprie acque territoriali a spese dell'industria ittica del Regno Unito.

## Preludio
Islanda
     acque interne
     espansione a 4mn
     espansione a 12mn (attuale estensione delle acque territoriali)
     espansione a 50mn
     espansione a 200mn (attuale estensione della ZEE)

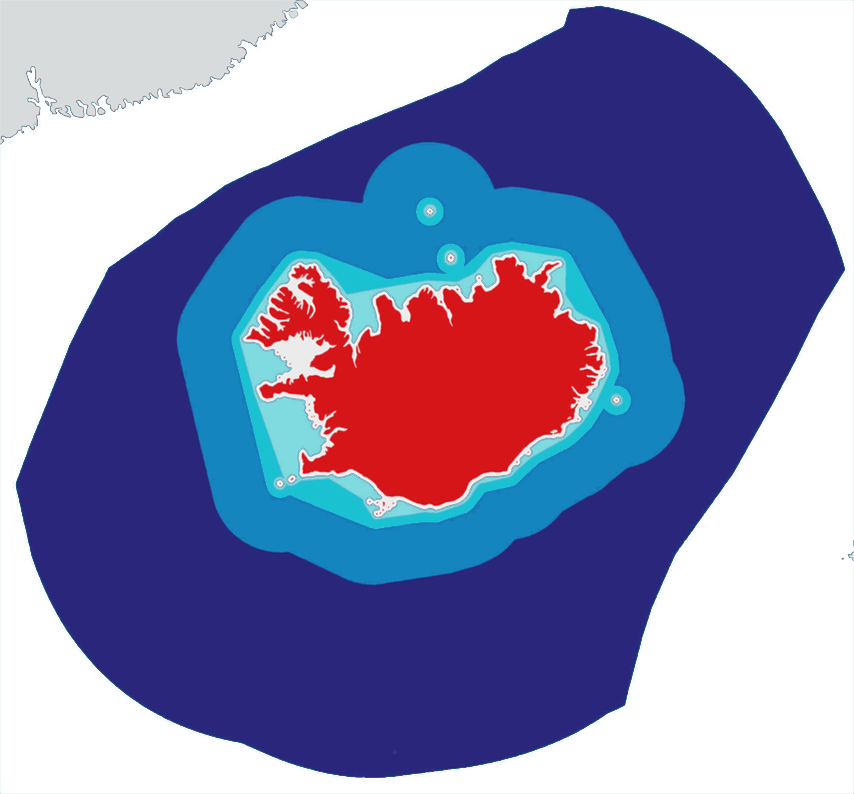
Espansione della Zona economica esclusiva islandese:
Islanda
acque interne
espansione a 4mn
espansione a 12mn (attuale estensione delle acque territoriali)
espansione a 50mn
espansione a 200mn (attuale estensione della ZEE)

Il pesce è da secoli un alimento base nella dieta degli abitanti delle Isole britanniche, dell'Islanda e di altri Paesi nordici, che sono circondati da alcuni degli stock ittici più ricchi del mondo. Nel IX secolo, i predoni danesi e norreni giunsero in Gran Bretagna, introducendo nella dieta nazionale una specie di pesce in particolare: il merluzzo nordico. Anche altri pesci bianchi come l'halibut, il nasello e il merluzzo carbonaro divennero popolari.
Verso la fine del XIV secolo, i pescherecci della costa orientale dell'Inghilterra, che allora come oggi ospitava la maggior parte della flotta peschereccia inglese, salpavano verso le acque islandesi alla ricerca di pesce fresco; i loro sbarchi divennero così abbondanti da causare attriti politici tra l'Inghilterra e la Danimarca, che all'epoca governava l'Islanda. Nel 1414 il re danese Eric vietò ogni commercio islandese con l'Inghilterra e si lamentò con il suo omologo inglese, Enrico V, dell'esaurimento delle riserve ittiche al largo dell'isola. Le restrizioni alla pesca britannica approvate dal Parlamento furono generalmente ignorate e non applicate, portando alla violenza e alla guerra anglo-anseatica. I diplomatici risolsero queste controversie attraverso accordi che consentivano alle navi britanniche di pescare nelle acque islandesi con licenze di sette anni, una disposizione che fu cancellata dal Trattato di Utrecht quando questo fu presentato all'Alþingi islandese per la ratifica nel 1474. Ciò diede inizio a una serie di dispute intermittenti durate secoli tra i due paesi. Dall'inizio del XVI secolo in poi, i marinai e i pescatori inglesi furono una presenza importante nelle acque al largo dell'Islanda.
Con l'aumento delle possibilità di pesca, reso possibile dai motori a vapore alla fine del XIX secolo, i proprietari di imbarcazioni e i capitani si sentirono spinti a sfruttare nuove aree. Le grandi catture nelle acque islandesi attrassero viaggi più regolari attraverso l'Atlantico settentrionale. Nel 1893, il governo danese, che allora governava l'Islanda e le Isole Fær Øer, rivendicò un limite di pesca di 50 miglia nautiche (93 km) attorno alle loro coste. I proprietari dei pescherecci britannici contestarono tale rivendicazione e continuarono a inviare le loro navi nelle acque vicine all'Islanda. Il governo britannico non riconobbe la rivendicazione danese, sostenendo che la creazione di un simile precedente avrebbe portato a rivendicazioni simili da parte delle nazioni attorno al Mare del Nord, il che avrebbe danneggiato l'industria ittica britannica.
L'accordo sulle acque territoriali anglo-danesi del 1901 stabilì un limite delle acque territoriali di 3 miglia nautiche attorno alle coste di ciascuna parte: questo si applicava all'Islanda come (a quel tempo) parte della Danimarca e aveva una durata di 50 anni.
Nell'ottobre del 1949, l'Islanda avviò il processo di abrogazione, della durata di due anni, dell'accordo stipulato tra Danimarca e Regno Unito nel 1901. I limiti della pesca a nord dell'Islanda furono estesi a 4 miglia nautiche. Tuttavia, poiché i pescherecci britannici non utilizzavano quelle aree, l'estensione settentrionale non fu fonte di significative contese tra i due Stati. Inizialmente l'Islanda aveva pianificato di estendere il resto dei suoi limiti di pesca entro la fine del periodo di abrogazione di due anni, ma poi decise di posticipare l'estensione per attendere l'esito della causa sulla pesca tra Regno Unito e Norvegia presso la Corte internazionale di giustizia, che fu giudicata nel dicembre 1951.
Gli islandesi furono soddisfatti della sentenza della Corte internazionale di giustizia, poiché ritenevano che le estensioni auspicate dall'Islanda fossero simili a quelle concesse alla Norvegia nella sentenza. Il Regno Unito e l'Islanda tentarono di negoziare una soluzione, ma non riuscirono a raggiungere un accordo. Il governo islandese dichiarò, il 19 marzo 1952, la sua intenzione di estendere i limiti di pesca il 15 maggio 1952.
L'Islanda e il Regno Unito furono coinvolti in una disputa dal maggio 1952 al novembre 1956 sull'estensione unilaterale dei limiti di pesca da parte dell'Islanda da 3 a 4 miglia nautiche. L'industria britannica della pesca a strascico, tuttavia, applicò sanzioni costose all'Islanda imponendo un divieto di sbarco del pesce islandese nei porti britannici. Il divieto di sbarco fu un duro colpo per l'industria ittica islandese (il Regno Unito era il più grande mercato di esportazione di pesce dell'Islanda) e causò costernazione tra gli statisti islandesi. Le due parti decisero di deferire alla Corte internazionale di giustizia una parte dell'estensione islandese all'inizio del 1953: la controversa delimitazione della baia di Faxa.
La politica della guerra fredda si rivelò favorevole all'Islanda, poiché l'Unione Sovietica, cercando di esercitare influenza sul paese, intervenne per acquistare pesce islandese. Anche gli Stati Uniti, temendo una maggiore influenza sovietica in Islanda, fecero lo stesso e convinsero Spagna e Italia a fare lo stesso.
Il coinvolgimento sovietico e americano portò ad attenuare gli effetti punitivi del divieto di sbarco britannico. Proprio come le successive guerre del merluzzo, la disputa si concluse con il raggiungimento dei suoi obiettivi da parte dell'Islanda, in quanto i limiti di pesca islandesi furono riconosciuti dal Regno Unito, a seguito di una decisione dell'Organizzazione per la cooperazione lo sviluppo economico nel 1956.

## Prima guerra del merluzzo (1958–1961)
La prima guerra del merluzzo durò dal 1º settembre 1958 all'11 marzo 1961. Iniziò non appena entrò in vigore una nuova legge islandese che estese la zona di pesca islandese da 4 a 12 miglia nautiche a mezzanotte del 1º settembre 1958.
Tutti i membri della NATO si opposero all'estensione unilaterale da parte dell'Islanda. Gli inglesi dichiararono che i loro pescherecci avrebbero pescato sotto la protezione delle loro navi da guerra in tre aree: al largo dei fiordi occidentali, a nord di Horn e a sud-est dell'Islanda. In totale, all'interno delle zone dichiarate si trovavano venti pescherecci britannici, quattro navi da guerra e una nave rifornimento. Il dispiegamento di forze fu costoso; nel febbraio 1960, Lord Carrington, Primo Lord dell'Ammiragliato, responsabile della Royal Navy, dichiarò che le navi vicino all'Islanda avevano speso mezzo milione di sterline di carburante dall'inizio dell'anno e che un totale di 53 navi da guerra britanniche avevano preso parte alle operazioni. A fronte di ciò, l'Islanda poté schierare sette navi pattuglia e un singolo idrovolante PBY-6A Catalina.
Il governo islandese minacciò di ritirare l'Islanda dalla NATO e di espellere le forze statunitensi dall'Islanda se non si fosse raggiunta una conclusione soddisfacente alla controversia. Anche i membri del governo che erano filo-occidentali (sostenitori della NATO e dell'accordo di difesa degli Stati Uniti) furono costretti a ricorrere alle minacce, poiché quella era la principale leva dell'Islanda, e sarebbe stato un suicidio politico non usarla. Pertanto, la NATO avviò mediazioni formali e informali per porre fine alla controversia.
A seguito della Conferenza delle Nazioni Unite sul diritto del mare tenutasi tra il 1960 e il 1961, il Regno Unito e l'Islanda giunsero a un accordo alla fine di febbraio 1961, che prevedeva limiti di pesca islandesi estesi fino a 12 miglia nautiche ma che il Regno Unito avrebbe avuto diritti di pesca in zone assegnate e in determinate stagioni nelle 6 miglia più esterne per tre anni. L'Alþingi islandese approvò l'accordo l'11 marzo 1961.
L'accordo era molto simile a quello che l'Islanda aveva offerto nelle settimane e nei giorni precedenti la sua estensione unilaterale nel 1958. Come parte dell'accordo, venne stabilito che qualsiasi futura controversia tra Islanda e Regno Unito in materia di zone di pesca sarebbe stata sottoposta alla Corte internazionale di giustizia dell'Aia.

## Seconda guerra del merluzzo (1972–1973)

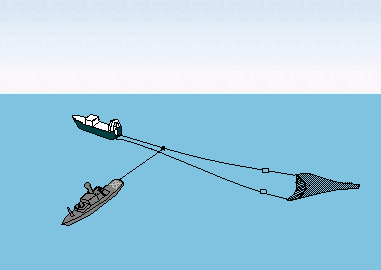
L'obiettivo principale della guardia costiera islandese durante le ultime due guerre del merluzzo fu quello di tagliare le reti in questo modo

La seconda guerra del merluzzo tra Regno Unito e Islanda durò dal settembre 1972 fino alla firma di un accordo temporaneo, nel novembre 1973.
Il governo islandese estese nuovamente i limiti di pesca, ora a 50 miglia nautiche. L'estensione dei limiti aveva due obiettivi: (1) conservare gli stock ittici e (2) aumentare la quota del pescato totale. Le ragioni per cui l'Islanda perseguì limiti di pesca di 50 miglia nautiche, piuttosto che i limiti di 200 miglia nautiche che aveva anche preso in considerazione, erano che i fondali di pesca più fruttuosi si trovavano entro le 50 miglia e che pattugliare un limite più ampio sarebbe stato più difficile.
I britannici contestarono l'estensione islandese con due obiettivi in mente: (1) raggiungere la quota di cattura più alta possibile per i pescatori britannici nelle acque contese e (2) impedire un riconoscimento di fatto di un'estensione unilaterale di una giurisdizione sulla pesca, che avrebbe creato un precedente per altre estensioni.
Tutti gli Stati dell'Europa occidentale e del Patto di Varsavia si opposero all'estensione unilaterale dell'Islanda. Gli Stati africani dichiararono il loro sostegno all'estensione dell'Islanda dopo un incontro nel 1971 in cui il primo ministro islandese sostenne che la causa islandese era parte di una battaglia più ampia contro il colonialismo e l'imperialismo.
Il 1º settembre 1972 entrò in vigore la legge che estese i limiti di pesca islandese a 50 miglia nautiche. Numerosi pescherecci britannici e della Germania Ovest continuarono a pescare nella nuova zona il primo giorno. La coalizione di sinistra islandese allora al governo ignorò il trattato che prevedeva il coinvolgimento della Corte internazionale di giustizia. Il giorno dopo, la nuovissima nave pattuglia ICGV Ægir, costruita nel 1968, inseguì 16 pescherecci, nelle acque a est del paese e la guardia costiera islandese iniziò a tagliare le reti a strascico delle imbarcazioni non islandesi che pescavano nella nuova zona di esclusione.
Il 5 settembre 1972, alle 10:25, l'ICGV Ægir, incontrò un peschereccio senza contrassegni che pescava a nord dell'Islanda. Il capitano del peschereccio si rifiutò di rivelare il nome e il numero del mezzo e, dopo che la guardia costiera intimò di eseguire gli ordini, riprodusse Rule, Britannia! alla radio. Il tagliareti venne calato in acqua per la prima volta e l'Ægir tagliò uno dei cavi della rete a strascico. Mentre l'ICGV Ægir si avvicinava per girare attorno al peschereccio non identificato, il suo equipaggio infuriato lanciò carbone, rifiuti e una grande ascia antincendio contro la nave della guardia costiera. Alla radio si udirono parecchie imprecazioni e urla, che portarono all'identificazione del peschereccio come il Peter Scott (H103).
Il 18 gennaio 1973 vennero tagliate le reti di 18 pescherecci. Ciò costrinse i marinai britannici ad abbandonare la zona di pesca islandese, a meno che non avessero la protezione della Royal Navy. Il giorno dopo vennero inviati in loro difesa grandi e veloci rimorchiatori. I britannici ritennero che ciò non fosse sufficiente e formarono un gruppo speciale per difendere i pescherecci.
Il 17 maggio 1973, i pescherecci britannici lasciarono le acque islandesi, per poi ritornare due giorni dopo, scortati dalle fregate britanniche. Lo spiegamento navale fu denominato in codice Operazione Dewey. I jet Hawker Siddeley Nimrod sorvolarono le acque contese e avvisarono le fregate e i pescherecci britannici della posizione delle navi pattuglia islandesi. Il governo islandese si infuriò per l'ingresso della Royal Navy e prese in considerazione l'idea di fare appello al Consiglio di sicurezza delle Nazioni Unite o di chiedere l'attuazione dell'articolo 5 del Patto Atlantico. Secondo Frederick Irving, ambasciatore statunitense in Islanda all'epoca, il primo ministro islandese Ólafur Jóhannesson chiese agli Stati Uniti di inviare jet per bombardare le fregate britanniche. Il 24 maggio 1973 a Reykjavík si verificarono grandi proteste. Tutte le finestre dell'ambasciata britannica a Reykjavík furono rotte.
Il 26 maggio, l'ICGV Ægir ordinò al peschereccio Everton di Grimsby di fermarsi, ma il capitano del peschereccio si rifiutò di arrendersi. L'incidente fu seguito da un lungo inseguimento durante il quale l'Ægir sparò prima colpi di avvertimento a salve, poi proiettili veri per mettere fuori uso il peschereccio. L'Everton fu colpito a prua da quattro proiettili e imbarcò acqua, ma riuscì a arrancare verso la zona di protezione, dove fu assistito dalla fregata HMS Jupiter.
Il 29 agosto la guardia costiera islandese subì l'unica vittima confermata del conflitto, quando l'ICGV Ægir entrò in collisione con l'HMS Apollo. Halldór Hallfreðsson, un ingegnere a bordo della nave islandese, morì folgorato dalla sua attrezzatura per saldatura dopo che l'acqua del mare allagò il compartimento in cui stava effettuando le riparazioni dello scafo.
Il 16 settembre 1973, Joseph Luns, Segretario generale della NATO, arrivò a Reykjavík per parlare con i ministri islandesi, che erano spinti a voler abbandonare la NATO, poiché non era stata di alcun aiuto all'Islanda nel conflitto. Sia il Regno Unito sia l'Islanda erano membri della NATO. Durante la guerra fredda, la Royal Navy si servì delle basi in Islanda per assolvere al suo compito principale nei confronti della NATO: proteggere il GIUK gap.
Dopo una serie di colloqui all'interno della NATO, il 3 ottobre le navi da guerra britanniche furono richiamate. L'8 novembre fu firmato un accordo per limitare le attività di pesca britanniche a determinate aree all'interno del limite di 50 miglia nautiche. L'accordo, che risolveva la controversia, fu approvato dall'Alþingi il 13 novembre 1973. L'accordo si basava sul presupposto che i pescherecci britannici avrebbero limitato la loro pesca annuale a non più di 130 000 tonnellate. L'accordo ebbe termine nel novembre 1975.
La seconda guerra del merluzzo minacciò la permanenza dell'Islanda nella NATO e la presenza militare degli Stati Uniti nel Paese. Fu il momento più vicino in cui l'Islanda arrivò ad annullare il suo accordo bilaterale di difesa con gli Stati Uniti.
L'adesione dell'Islanda alla NATO e l'accoglienza delle forze armate statunitensi ebbero un'importanza considerevole nella strategia della guerra fredda, a causa della posizione dell'Islanda al centro del GIUK gap.

## Terza guerra del merluzzo (1975–1976)

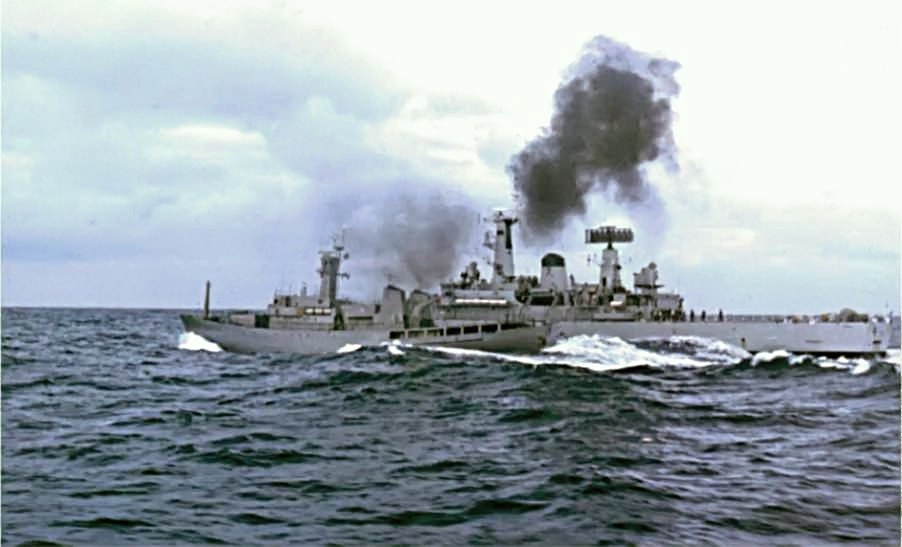
La nave pattuglia islandese ICGV Óðinn e la fregata britannica HMS Scylla si scontrano nell'Atlantico settentrionale

Alla terza Conferenza delle Nazioni Unite sul diritto del mare nel 1973, diversi paesi sostennero un limite delle acque territoriali posto a 100 miglia nautiche dalla costa. Il 15 luglio 1975, il governo islandese annunciò la sua intenzione di estendere i limiti della sua pesca. La terza guerra del merluzzo (novembre 1975 – giugno 1976) iniziò dopo che l'Islanda estese nuovamente i suoi limiti di pesca, ora a 200 miglia nautiche dalla sua costa. Il governo britannico non riconobbe il notevole ampliamento della zona di esclusione e nuovamente vi furono dispute nella zona contesa. Durante il conflitto, che fu il più aspro delle guerre del merluzzo, la guardia costiera islandese tagliò le reti dei pescherecci britannici e si verificarono diversi episodi di speronamento da parte di navi islandesi e di pescherecci, fregate e rimorchiatori britannici.
Il Regno Unito schierò un totale di 22 fregate e ordinò la riattivazione dalla riserva della fregate HMS Jaguar e HMS Lincoln, trasformandole in mezzi da speronamento specializzati, con prue in legno rinforzate. Oltre alle fregate, i britannici schierarono anche un totale di sette navi di rifornimento, nove rimorchiatori e tre navi di supporto per proteggere i loro pescherecci, ma solo da sei a nove di queste navi erano in servizio contemporaneamente. La Royal Navy era pronta ad accettare gravi danni alla sua flotta di fregate della guerra fredda, che sarebbero costati milioni di sterline e avrebbero messo fuori uso parte della sua capacità nel Nord Atlantico per più di un anno. HMS Yarmouth ebbe la prua divelta, HMS Diomede riportò uno squarcio che lacerò lo scafo e HMS Eastbourne subì tali danni strutturali a causa dello speronamento delle cannoniere islandesi che dovette essere ridotta a una fregata di addestramento ormeggiata. L'Islanda schierò quattro navi pattuglia (V/s Óðinn, V/s Þór, V/s Týr e V/s Ægir) e due pescherecci da traino armati (V/s Baldur e V/s Ver). Il governo islandese cercò di acquisire motocannoniere americane, ma quando questo fu negato da Henry Kissinger, tentò invece di acquisire fregate sovietiche.
Una svolta più seria degli eventi si verificò quando l'Islanda minacciò di chiudere la base NATO di Keflavík, il che avrebbe gravemente compromesso la capacità della NATO di negare all'Unione Sovietica l'accesso all'Oceano Atlantico. Di conseguenza, il governo britannico acconsentì a che i suoi pescatori rimanessero fuori dalle 200 miglia nautiche dall'Islanda senza un accordo specifico.
Tramite sessioni mediate dalla NATO, il 1º giugno 1976 fu raggiunto un accordo tra l'Islanda e il Regno Unito. Agli inglesi fu permesso di mantenere 24 pescherecci entro le 200 miglia e di pescare un totale di 30 000 tonnellate di pesce.
Mentre l'Islanda si avvicinò molto al ritiro dalla NATO e all'espulsione delle forze statunitensi nella seconda guerra del merluzzo, in realtà adottò l'azione più seria di tutte le guerre del merluzzo nella terza guerra del merluzzo, interrompendo le relazioni diplomatiche con il Regno Unito il 19 febbraio 1976. Sebbene il governo islandese fosse fermamente filo-occidentale, esso legò l'adesione dell'Islanda alla NATO all'esito della controversia sulla pesca. Se non si fosse raggiunto un risultato favorevole, l'Islanda lasciò intendere che si sarebbe ritirata dalla NATO. Tuttavia, il governo non collegò mai esplicitamente l'accordo di difesa degli Stati Uniti all'esito della controversia.

## Conseguenze
L'Islanda raggiunse i suoi obiettivi generali. Di conseguenza, le attività di pesca britanniche, già in declino, furono duramente colpite dall'esclusione dalle principali zone di pesca storiche e le economie dei grandi porti pescherecci del Nord della Gran Bretagna, come Grimsby, Hull e Fleetwood, furono gravemente colpite, con migliaia di pescatori qualificati e persone impegnate in mestieri correlati che rimasero senza lavoro. All'epoca, il costo per riparare le fregate danneggiate della Royal Navy ammontò probabilmente a oltre 1 milione di sterline.
L'accordo del 1976 alla fine della terza guerra del merluzzo costrinse il Regno Unito ad abbandonare la politica internazionale della pesca in "mari aperti" che aveva precedentemente promosso. Il Parlamento britannico approvò il Fishery Limits Act nel 1976, dichiarando una zona di 200 miglia nautiche attorno alle proprie coste, una pratica successivamente codificata nella Convenzione delle Nazioni Unite sul diritto del mare (UNCLOS), che forniva diritti simili a ogni Stato sovrano.